# Hyperboloïde
Un hyperboloïde est en géométrie une surface du second degré de l'espace euclidien. Il fait donc partie des quadriques, avec pour caractéristique principale de posséder un centre de symétrie et de s'étendre à l'infini.
Les sections non triviales d'un hyperboloïde avec un plan sont des paraboles, des ellipses ou des hyperboles. On distingue deux types d'hyperboloïdes, connexes ou non, chaque partie connexe s'appelant une nappe.
Le cône peut être vu comme une forme dégénérée d'hyperboloïde.

## Hyperboloïde à une nappe

Hyperboloïde à une nappe.

Dans un repère bien choisi, son équation cartésienne est de la forme
{\displaystyle {x^{2} \over a^{2}}+{y^{2} \over b^{2}}-{z^{2} \over c^{2}}-1=0}
Le cas {\displaystyle a=b} fournit, en repère orthonormé, le cas particulier d'un hyperboloïde de révolution. L'axe de rotation doit être l'axe non transverse pour que la surface ne possède qu'une nappe. Les sections avec un plan perpendiculaire à l'axe de rotation sont alors des cercles :
{\displaystyle {\frac {x^{2}+y^{2}}{a^{2}}}-{\frac {z^{2}}{c^{2}}}-1=0} (une nappe)
Le dessin ci-contre utilise une hyperbole équilatère, alors {\displaystyle a=b=c}.
On peut générer cette surface par rotation d'une droite autour d'un axe qui ne lui est pas coplanaire. On peut aussi l'obtenir comme l'ensemble des droites qui coupent trois droites fixées non coplanaires et pas toute parallèles à un même plan.
Ces propriétés justifient que l'hyperboloïde à une nappe est une surface réglée non développable.
Le volume V du "tabouret" hyperboloïde à une nappe pour z compris entre -h et h avec h > 0 est donnée par la formule 
{\displaystyle V=2\pi abh\left(1+{\frac {h^{2}}{3c^{2}}}\right).}
Pour le justifier on découpe le tabouret de hauteur h dans le demi-espace supérieur par des cylindres infinitésimaux à base elliptique. On appelle Cz le cylindre de hauteur dz et de base elliptique d'équation 
{\displaystyle {\frac {x^{2}}{a{\sqrt {1+{\frac {z^{2}}{c^{2}}}}}}}+{\frac {y^{2}}{b{\sqrt {1+{\frac {z^{2}}{c^{2}}}}}}}=1.}
Le volume de la base du cylindre Cz est {\displaystyle V=\pi ab\left(1+{\frac {z^{2}}{c^{2}}}\right).} Le volume du tabouret s'obtient en sommant les volumes des cylindres Cz pour z variant entre 0 et h. D'où
{\displaystyle V=2\int _{0}^{h}\pi ab\left(1+{\frac {z^{2}}{c^{2}}}\right)\mathrm {d} z=\pi 2abh\left(1+{\frac {h^{2}}{3c^{2}}}\right).}

### Applications

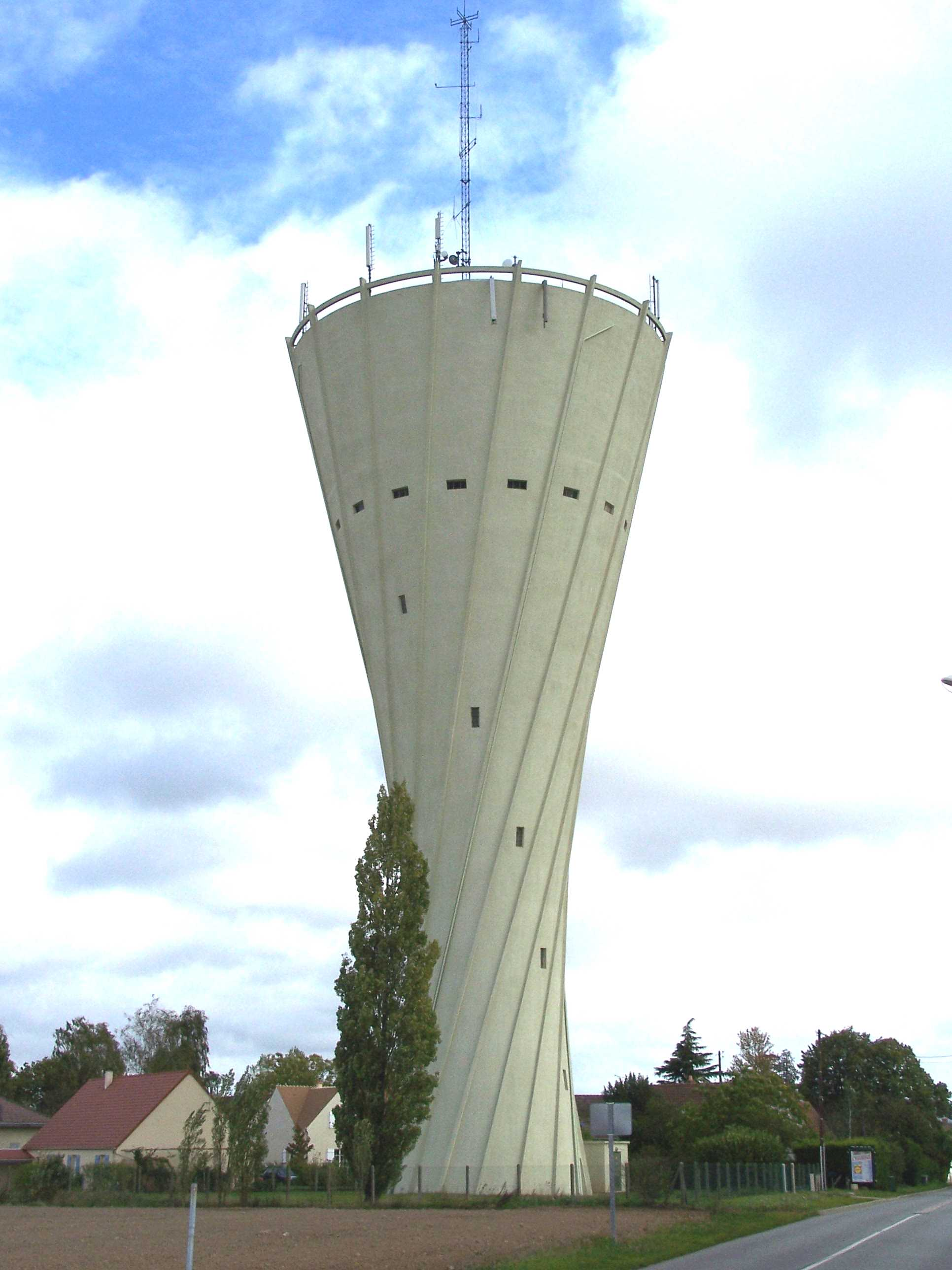
Un château d'eau de forme hyperboloïde — on aperçoit les renforcements rectilignes.

Les hyperboloïdes à une nappe sont utilisés en construction, avec la structure appelée structure hyperboloïde. Une structure hyperboloïde peut être construite avec des poutres d'acier droites, produisant une structure solide à un coût moindre que les autres méthodes. Les exemples incluent des tours aéroréfrigérantes et des châteaux d'eau.

## Hyperboloïde à deux nappes

Hyperboloïde à deux nappes.

Dans un repère bien choisi, son équation cartésienne est de la forme
{\displaystyle {x^{2} \over a^{2}}+{y^{2} \over b^{2}}-{z^{2} \over c^{2}}+1=0}
C'est la seule quadrique non connexe (avec la forme dégénérée qu'est le cylindre hyperbolique).
Le cas {\displaystyle a=b} fournit, en repère orthonormé, le cas particulier d'un hyperboloïde de révolution. L'axe de rotation doit être l'axe focal pour que la surface possède deux nappes. Les sections avec un plan perpendiculaire à l'axe de rotation sont alors des cercles soit :
{\displaystyle {\frac {x^{2}+y^{2}}{a^{2}}}-{\frac {z^{2}}{c^{2}}}+1=0} (deux nappes)
Le dessin ci-contre utilise une hyperbole équilatère, alors {\displaystyle a=b=c}.